# Ultimate Aaliyah
Ultimate Aaliyah é a segunda coletânea póstuma da cantora norte-americana Aaliyah, lançada apenas em alguns países selecionados em 4 de abril de 2005, através da Blackground Records. A coletânea consiste num box set composto por três discos—o primeiro disco é uma coleção com seus maiores sucessos, o segundo, intitulado Are You Feelin' Me?, contém faixas de trilhas sonoras e colaborações presentes nos álbuns de estúdio de Timbaland, enquanto o terceiro é um DVD com o documentário The Aaliyah Story.
Ultimate Aaliyah recebeu avaliações geralmente favoráveis dos críticos musicais. Devido o seu lançamento limitado, alcançou a 32ª posição da UK Albums Charts e vendeu apenas 75.000 cópias mundialmente. A canção "Are You Feelin' Me?", anteriormente lançada na trilha sonora de Romeo Must Die (2000), foi lançada como single no Reino Unido para promover a coletânea, mas não chegou a entrar nas paradas. Após seu lançamento global, em 8 de outubro de 2021, a coletânea estreou na 41ª posição da Billboard 200.

## Lançamento
Ultimate Aaliyah foi lançada na França e no Reino Unido em 4 de abril de 2005, e na Austrália em 2 de maio. Diferentemente dos lançamentos anteriores de Aaliyah, Ultimate Aaliyah foi lançada independentemente pela Blackground Records, sem o envolvimento de uma gravadora maior. O álbum consiste em três discos, sendo dois CDs e um DVD com o documentário The Aaliyah Story, de 60 minutos, que compila clipes promocionais, entrevistas e especiais, incluindo o especial da MTV, MTV News Now: The Life of Aaliyah, a Tribute to Aaliyah, o episódio do Behind the Music da VH1 e o seu episódio do E! True Hollywood Story. No Japão, uma coletânea de CD+DVD intitulada Special Edition: Rare Tracks & Visuals foi lançada em 14 de março no lugar de Ultimate Aaliyah.
Em 2017, uma companhia chamada Craze Productions vazou o álbum nos serviços de streaming durante 18 horas, e dentro de minutos, Ultimate Aaliyah alcançou a 4ª posição da parada do iTunes. Horas depois, o álbum foi tirado de circulação pelo tio da Aaliyah, Barry Henkerson, e um processo foi instaurado em desfavor da Craze Productions. A mesma companhia havia anteriormente disponibilizado digitalmente a coletânea I Care 4 U (2002), motivo pelo qual foi processada pela Reservoir Media Managemente, a última empresa que administrava o catálogo da Blackground Records.
Em agosto de 2021, foi anunciado que o álbum (sem o DVD) e os demais trabalhos gravados por Aaliyah para a Blackground (desde então rebatizada como Blackground Records 2.0) seriam relançados em serviços físicos, digitais e, pela primeira vez, em serviços de streaming, em um acordo entre a gravadora e a Empire Distribution. Ultimate Aaliyah foi lançada em 8 de outubro; também marcou a primeira vez que o álbum tornou-se disponível globalmente, já que o álbum havia sido lançado anteriormente apenas na Austrália, França e Reino Unido. O relançamento foi recebido com desdém por parte do espólio de Aaliyah, que emitiu um comunicado denunciando o "esforço inescrupuloso para lançar a música de Aaliyah sem qualquer transparência ou prestação de contas completa ao espólio".

## Recepção da crítica
Ultimate Aaliyah recebeu críticas geralmente favoráveis. Andy Kellman, do AllMusic, deu ao álbum quatro estrelas e meia de cinco, afirmando: "Desde a deliciosa "Back & Forth" até a muito sóbria "Miss You", Ultimate Aaliyah representa adequadamente a carreira encurtada de um tremendo talento que se beneficiou de alguns dos melhores trabalhos de composição e produção de Timbaland, Missy Elliott e R. Kelly. Os fãs casuais receberão a maioria dos sucessos; os colecionadores terão o prazer de preencher algumas lacunas e receber o documentário como um bônus". Na quinta edição concisa da Encyclopedia of Popular Music (2007), o escritor Colin Larkin deu ao álbum três de cinco estrelas.

## Desempenho comercial
Ultimate Aaliyah estreou na 32ª posição da UK Albums Charts e na 13ª posição da UK R&B Albums Charts, com 20.000 cópias vendidas. Em outubro de 2011, foi premiada com uma certificação de Ouro pela Independent Music Companies Association (IMPALA), indicando vendas superiores a 75.000 cópias.
Após seu relançamento de 2021, Ultimate Aaliyah alcançou um novo pico na UK R&B Albums Charts, na 8ª posição, ao passo que estreou na 41ª posição da Billboard 200.

## Lista de faixas
| Ultimate Aaliyah – Disco um: Greatest Hits |                                             |                                                                  |                            |         |  |
| N.º                                        | Título                                      | Compositor(es)                                                   | Produtor(es)               | Duração |  |
| 1.                                         | "One in a Million"                          | Melissa Elliott Timothy Mosley                                   | Timbaland                  | 4:30    |  |
| 2.                                         | "If Your Girl Only Knew"                    | Elliott Mosley                                                   | Timbaland                  | 4:50    |  |
| 3.                                         | "Hot Like Fire"                             | Elliott Mosley                                                   | Timbaland                  | 4:23    |  |
| 4.                                         | "The One I Gave My Heart To"                | Diane Warren                                                     | Daryl Simmons              | 4:30    |  |
| 5.                                         | "Got to Give It Up" (part. de Slick Rick)   | Marvin Gaye Richard Walters [a]                                  | Vincent Herbert Craig King | 4:41    |  |
| 6.                                         | "4 Page Letter"                             | Elliott Mosley                                                   | Timbaland                  | 4:52    |  |
| 7.                                         | "We Need a Resolution" (part. de Timbaland) | Stephen Garrett Mosley                                           | Timbaland                  | 4:02    |  |
| 8.                                         | "Rock the Boat"                             | Garrett Eric Seats Rapture Stewart                               | Seats Stewart              | 4:35    |  |
| 9.                                         | "More Than a Woman"                         | Garrett Mosley                                                   | Timbaland                  | 3:49    |  |
| 10.                                        | "I Care 4 U"                                | Elliott Mosley                                                   | Timbaland                  | 4:33    |  |
| 11.                                        | "Try Again"                                 | Garrett Mosley                                                   | Timbaland                  | 4:44    |  |
| 12.                                        | "Back & Forth"                              | Robert Kelly                                                     | R. Kelly                   | 3:51    |  |
| 13.                                        | "Are You That Somebody?"                    | Garrett Mosley                                                   | Timbaland                  | 4:30    |  |
| 14.                                        | "Don't Know What to Tell Ya"                | Garrett Mosley                                                   | Timbaland                  | 5:01    |  |
| 15.                                        | "Miss You"                                  | Johntá Austin Teddy Bishop Elgin Lumpkin                         | Bishop                     | 4:05    |  |
| 16.                                        | "At Your Best (You Are Love)"               | Ronald Isley Marvin Isley O'Kelly Isley Ernie Isley Chris Jasper | Kelly                      | 4:52    |  |
| Duração total:                             | Duração total:                              | Duração total:                                                   | Duração total:             | 17:58   |  |

| Ultimate Aaliyah – Disco dois: Are You Feelin' Me? |                                                        |                                                                                            |                            |         |  |
| N.º                                                | Título                                                 | Compositor(es)                                                                             | Produtor(es)               | Duração |  |
| 1.                                                 | "Are You Feelin' Me?"                                  | Elliott Mosley                                                                             | Timbaland                  | 3:11    |  |
| 2.                                                 | "Messed Up"                                            | Benjamin Bush Seats Stewart                                                                | Seats Stewart              | 3:36    |  |
| 3.                                                 | "Come Back in One Piece" (part. de DMX)                | Garrett Earl Simmons Irving Lorenzo Rob Meys George Clinton Bernie Worrell William Collins | Irv Gotti Lil Rob          | 4:20    |  |
| 4.                                                 | "I Don't Wanna"                                        | Austin Jazze Pha Donnie Scantz Kevin Hicks                                                 | Scantz Hicks               | 4:17    |  |
| 5.                                                 | "Man Undercover" (com Timbaland)                       | Mosley Melvin Barcliff Elliott                                                             | Timbaland                  | 4:44    |  |
| 6.                                                 | "John Blaze" (com Timbaland e Missy Elliott)           | Elliott Mosley                                                                             | Timbaland                  | 4:02    |  |
| 7.                                                 | "I Am Music" (com Timbaland & Magoo e Static Major)    | Garrett Mosley                                                                             | Timbaland                  | 4:02    |  |
| 8.                                                 | "More Than a Woman" (Bump N Flex Club Mix)             | Garrett Mosley                                                                             | Timbaland Grant Nelson [b] | 5:30    |  |
| 9.                                                 | "Hold On" (Timbaland & Magoo com part. de Wyclef Jean) | Mosley Barcliff Jean Timothy Clayton                                                       | Timbaland                  | 5:05    |  |
| Duração total:                                     | Duração total:                                         | Duração total:                                                                             | Duração total:             | 38:47   |  |

| Ultimate Aaliyah – Disco três: The Aaliyah Story (DVD) |                     |         |  |
| N.º                                                    | Título              | Duração |  |
| 1.                                                     | "The Aaliyah Story" | 60:00   |  |
| 2.                                                     | "Photo Gallery"     | 15:04   |  |
| Duração total:                                         | Duração total:      | 75:04   |  |

Notas
- a  - denota um compositor adicional
- b  - denota um remisturador

#### Créditos desamples
- "We Need a Resolution" contém um sample de "Tricks of the Trade" de John Ottman.[16]
- "More Than a Woman" um contém um sample da canção "Alouli Ansa" de  Mayada El Hennawy.[17]
- I Care 4 U" contém um sample de "(Too Little in Common to Be Lovers) Too Much Going to Say Goodbye" de The Newcomers.[18]
- "Don't Know What to Tell Ya" contém um sample da canção "Batwannis Beek" de Warda Al-Jazairia.[19]
- "Come Back in One Piece" contém um sample da canção "Sir Nose d'Voidoffunk (Pay Attention - B3M)" de Parliament.[20]

## Equipe e colaboradores
Créditos retirados das notas presentes no encarte de Ultimate Aaliyah.
- Aaliyah – vocais principais
- Carlton Batts – masterização
- Teddy Bishop – produção
- Hamish Brown – fotografia
- Bud'da – produção
- Jimmy Douglass – mixagem, engenharia
- Missy Elliott – rap, vocais de fundo
- Irv Gotti – produção
- Bernie Grundman – masterização
- Barry Hankerson – produtor executivo
- Jomo Hankerson – produtor executivo
- Michael Haughton – produtor executivo
- Vincent Herbert – produção
- Kevin Hicks – produção
- Craig Kallman – produtor executivo
- Craig King – produção
- Lil Rob – produção
- Grant Nelson – remixagem
- Rapture – produção
- Eric Seats – produção
- Donnie Scantz – produção
- Senator Jimmy D – engenharia
- Daryl Simmons – produção
- Timbaland – rap, vocais de fundo, produção, mixagem, produtor executivo
- Albert Watson – fotografia

## Tabelas musicais
| Tabelas musicais (2005)           | Melhor posição |
| --------------------------------- | -------------- |
| Austrália (ARIA)                  | 82             |
| Escócia (OCC)                     | 90             |
| Reino Unido - UK Albums (OCC)     | 32             |
| Reino Unido - UK R&B Albums (OCC) | 13             |

| Tabelas musicais (2021)                             | Melhor posição |
| --------------------------------------------------- | -------------- |
| Estados Unidos (Billboard 200)                      | 41             |
| Estados Unidos - Top R&B/Hip-Hop Albums (Billboard) | 21             |
| Reino Unido - UK R&B Albums (OCC)                   | 8              |

| Tabelas musicais (2022)             | Melhor posição |
| ----------------------------------- | -------------- |
| Reino Unido - UK R&B Albums (OCC)   | 3              |
| Reino Unido - UK Vinyl Albums (OCC) | 27             |

## Histórico de lançamento
| Região      | Data                 | Formato                     | Gravadora           | Ref.   |
| ----------- | -------------------- | --------------------------- | ------------------- | ------ |
| França      | 4 de abril de 2005   | CD+DVD                      | Blackground         | [ 29 ] |
| Reino Unido | 4 de abril de 2005   | CD+DVD                      | Blackground         | [ 29 ] |
| Austrália   | 5 de maio de 2005    | CD+DVD                      | Blackground         | [ 3 ]  |
| Mundo       | 8 de outubro de 2005 | Download digital, streaming | Blackground, Empire | [ 30 ] |